# Edmund Fietowicz
Edmund Fietowicz, właściwie Edmund Fietz (ur. 15 listopada 1904 w miejscowości Stele, zm. 23 sierpnia 1944 w obozie koncentracyjnym Mauthausen-Gusen) – dyplomata, polityk Stronnictwa Ludowego, 
wicekonsul i delegat Rządu Polskiego na Węgry, kierownik Placówki „W” w Budapeszcie – przedstawicielstwa Rządu Rzeczypospolitej Polskiej na uchodźstwie. Pseudonimy używane podczas II wojny światowej to: Fietowicz, Fijałkowski, Kozłowski, Kordian.
Niektórzy autorzy podają jako jego prawdziwe imię Józef, jednak w rejestrze zgonów KL Mauthausen figuruje jako Edmund.
Jego rok urodzenia podawany jest przez niektórych historyków jako 1891, jednak akt zgonu podaje rok 1904.

## Życiorys
Edmund Fietz pochodził prawdopodobnie z rodziny chłopskiej. Czasami posługiwał się wyrażeniami gwarowymi. Młodość spędził w Poznaniu, gdzie był działaczem Wielkopolskiego Związku Młodzieży Wiejskiej „Wici”. Później został członkiem zarządu Polskiego Stronnictwa Ludowego „Piast”, przez co poznał się ze Stanisławem Mikołajczykiem.
W niektórych publikacjach określany jest jako inżynier Józef Fietz – być może posiadał tytuł inżyniera, ale może to być również część pseudonimu.
Karoly Kapronczay w swojej książce „Refugees in Hungary. Shelter from storm during World War II” podaje, że przed przybyciem na Węgry Fietz był konsulem w Pozsony (Bratysława).
Gdy wybuchła II wojna światowa i Niemcy wkroczyli do Poznania, początkowo kontynuował pracę organizacyjną w konspiracji, ale został ostrzeżony, że poszukuje go Gestapo i zaczął się ukrywać. Najpierw zatrzymał się u siostry, Weroniki Nowakowskiej, ale wkrótce wyjechał do Warszawy. Stamtąd wyruszył na Węgry, gdzie na początku stycznia 1940 zgłosił się do wojska.
Przedostał się do Francji, gdzie został przydzielony do II Dywizji Wojska Polskiego. Wcześniej skontaktował się jednak ze Stanisławem Mikołajczykiem, dzięki czemu generał Władysław Sikorski skierował go z powrotem na Węgry, jako swojego pełnomocnika w Budapeszcie, nadając mu tytuł wicekonsula.

### Początek pracy na Węgrzech
Konferencja w Belgradzie (29 maja – 2 czerwca 1940) powołała do istnienia Placówkę „W”, na której czele stanął Fietz. Placówka była Cywilną Bazą Łączności Zagranicznej i Wywiadowczo-Politycznej w Budapeszcie, zajmowała się organizowaniem i pośredniczeniem (w warunkach pełnej konspiracji) w stałej łączności między rządem polskim a jego przedstawicielstwami w kraju, czyli Delegaturą Rządu na Kraj i Naczelnym Dowództwem Armii Krajowej w Polsce.
Fietz miał w niej początkowo tylko dwóch współpracowników, Wacława Felczaka i Piotra Janczukowicza „Zaleskiego”, którzy, wydelegowani przez wybitnego działacza ludowego prof. Ryszarda Świętochowskiego, zaczęli organizować tam działalność kurierską jeszcze przed przyjazdem Fietza.
Równolegle do prowadzenia Placówki „W”, „Fietowicz” współpracował z Komitetem Obywatelskim do spraw Opieki nad Polskimi Uchodźcami.
Członkowie lub dowódcy nielegalnych polskich organizacji politycznych wchodzili często w skład komitetu, który w ten sposób ochraniał ich działalność.
Jako wicekonsul miał również uprawnienia do bezpośredniego kontaktowania się z władzami węgierskimi.
W Balatonboglár „Fietowicz” odwiedzał często swojego przyjaciela ks. proboszcza Bélę Vargę, który bardzo angażował się w pomoc uchodźcom. Vargę i Fietza łączyły również poglądy polityczne – obaj byli w swoich krajach działaczami Ruchu Ludowego.
Fietz uczestniczył też w organizowanych w Balatonboglár nabożeństwach i uroczystościach z okazji polskich, węgierskich i francuskich świąt narodowych.

### Aresztowanie i pobyt w więzieniu. Podróż do Londynu
We wrześniu 1941 sytuacja polityczna na Węgrzech zaostrzyła się i „Fietowicz” został aresztowany przez kontrwywiad węgierski D.E.F. na żądanie wywiadu niemieckiego. Niemcy zarzucali mu działalność szpiegowską, nie mieli jednak na to dowodów.
Zatrzymanemu w tym samym czasie Wacławowi Felczakowi udało się, po zwolnieniu z aresztu, zatrzeć ślady i uprzedzić współpracowników. Fietza osadzono w areszcie w koszarach im. Andrasa Hadika (Hadiklaktanya) przy ulicy Horthy Miklos.
Aresztowanie poprzedzone zostało zatrzymaniem na dworcu w Budapeszcie młodego Polaka podającego się za Francuza „Rolanda Ponsa”.
"Fietowicza” zwolniono 16 maja 1942, (po pełnych ośmiu miesiącach) na skutek interwencji węgierskiego Ministerstwa Spraw Zagranicznych.
Praca placówki była jednak sparaliżowana przez aresztowanie wielu innych współpracowników, m.in. „Zaleskiego” spowodowane przez agenta Gestapo, Laufra.
W tej sytuacji Fietz zreorganizował placówkę. Jej sekretarzem został student Mieczysław Dąbrowski, który był również odpowiedzialny za kasę.
Sprowadzony w styczniu 1943 przez Fietza z Balatonboglár matematyk, Kazimierz Gurgul, zajął się szyfrowaniem i rozszyfrowywaniem wiadomości oraz obsługą krótkofalówki.
Późną jesienią 1942 „Fietowicz” udał się do Wielkiej Brytanii, używając węgierskiego paszportu dyplomatycznego i za zgodą premiera Miklósa Kállayego. Węgrzy chcieli za pośrednictwem polskiego wicekonsula nawiązać kontakt z rządem polskim, po tym, jak dowiedzieli się o zerwaniu stosunków dyplomatycznych między Polską a Związkiem Radzieckim.
Narastający konflikt i rywalizacja pomiędzy Fietzem a Wacławem Felczakiem doprowadził do sytuacji znanej w kręgach politycznych jako „skandal budapeszteński” i, w konsekwencji, zerwania współpracy pomiędzy nimi. Felczak, jako podwładny Fietza, krytykował jego autorytaryzm i posługiwanie się gwarą, a „Fietowicz” ze swej strony nie respektował uwag podwładnego. Mimo starań innych współpracowników, nie udało im się wypracować kompromisu.
W okresie kwiecień – maj 1943 Fietz na prośbę premiera Kállaya ponownie pojechał do Londynu, co było krytykowane przez polskich przywódców wojskowych ze względu na możliwość odkrycia przez Niemców celu podróży i, tym samym, zwrócenia ich uwagi na polski ruch oporu na Węgrzech.
Po przyjeździe Fietz zapoznał Rząd Polski na Uchodźstwie z sytuacją na Węgrzech i otrzymał ponowną nominację generała Władysława Sikorskiego na kierownika Placówki „W” oraz listy uwierzytelniające, pozwalające mu dalej reprezentować władze Polski na Węgrzech.
Po powrocie zorganizował spotkanie w gronie ludowców, podczas którego zdał im relację z wyjazdu.

### Dalsza działalność w Budapeszcie
"Fietowicz” był jedną z osób, które zainicjowały przeniesienie części żydowskich mieszkańców polskiego obozu żołnierskiego w Vamosmikola do innych miejsc i zastąpienie ich, w większości cywilnymi, uchodźcami wyznania katolickiego. Obóz ten został początkowo zorganizowany przez władze węgierskie jedynie dla żołnierzy pochodzenia żydowskiego, jednak w obliczu coraz trudniejszej sytuacji Żydów, utrzymywanie go w takim samym składzie osobowym stało się niebezpieczne.
Ze względu na charakter swojej pracy, Fietz z reguły unikał wystąpień publicznych. Od tej zasady odszedł przy okazji uroczystości upamiętniającej generała Sikorskiego po jego tragicznej śmierci, która odbyła się 17 lipca 1943 w Budapeszcie. Zarówno Henryk Sławik, jak i Edmund Fietz wygłosili przemówienia na temat generała. Zostały one w całości opublikowane przez magazyn „Tygodnik Polski Materiały Obozowe” w dwóch kolejnych numerach.
Dzięki pomocy „Fietowicza”, jako kierownika placówki „W”, dnia 17 stycznia 1944 otwarto w Budapeszcie nowy lokal świetlicy polskiej YMCA. Jeden ze współpracowników, Kazimierz Gurgul, reprezentował go podczas uroczystości otwarcia.

### Okupacja Węgier. Kolejne aresztowanie
19 marca 1944, w tym samym czasie, co oddziały Wehrmachtu, hitlerowcy z oddziałów SS i SD (Sicherheitsdienst) wkroczyli na Węgry posiadając szczegółowe dane o nazwiskach i adresach, a nawet pseudonimach polskich przywódców zaangażowanych w działalność konspiracyjną.
Była to lista przygotowana najprawdopodobniej w Mauthausen między 10 a 15 marca 1944 podczas przygotowującego do zajęcia Węgier i związanych z nim aresztowań spotkania organizacyjnego dowodzonego przez Adolfa Eichmanna oddziału specjalnego.
Budapeszteńscy informatorzy tajnych służb hitlerowskich przygotowali na ich potrzeby listy osób przeznaczonych do aresztowania na Węgrzech – w tym „Fietowicza” – razem z ich miejscami zamieszkania i pseudonimami.
W nocy z 18 na 19 marca Fietowicz został telefonicznie ostrzeżony o nadchodzącym niebezpieczeństwie przez Istvana Meszarosa z Ministerstwa Spraw Zagranicznych Węgier oraz Józsefa Antalla Sr.. Nie ewakuował jednak natychmiast placówki. Razem z dwoma współpracownikami: Kazimierzem Gurgulem i Stanisławem Opoką-Loewensteinem porządkował lub niszczył dokumenty w swoim mieszkaniu na Madach Ter.
Gestapo aresztowało ich o godzinie 14 (według niektórych źródeł przed godziną ósmą), rekwirując dokumenty zawarte w pakowanych przez nich walizkach, które później zostały wykorzystane przez Gestapo jako dowody.
Zdzisław Antoniewicz pisze, że Mieczysław Dąbrowski około ósmej rano zatelefonował do Fietowicza i usłyszał nieznany głos, mówiący, że Fietowicz nie może podejść do telefonu, prosi jednak o przyjście do niego. Dodał też, że jest jego przyjacielem. Wobec tego Dąbrowski, wiedząc już o okupacji Węgier, uznał, że u szefa jest Gestapo. Skontaktował się z kierowcą Placówki, Zdzisławem Wewiórskim, i wraz z nim pojechał do mieszkania Fietowicza. Wewiórski wszedł na górę i zauważył, że w zamku drzwi konsula jest bezpiecznik, którego Fietz nie używał. Wywnioskował, że w środku są hitlerowcy i że aresztowanie nastąpiło przed ósmą, najprawdopodobniej na klatce schodowej, gdyż każdy z nich miał „colta” i będąc w mieszkaniu broniliby się.
Wielu autorów komentuje zachowanie „Fietowicza” jako niezrozumiałe lub nierozważne.
Karoly Kapronczay sugeruje, że to prawdopodobnie wyczerpanie i depresja były powodem takiego zachowania Fietza i (cyt.) „w rezultacie niesprawiedliwie obciążono go winą za śmierć innych”.
Tadeusz Olszański podkreśla, że Fietz przedłużał palenie akt nie z lekkomyślności, lecz ze względu na to, że ich dostanie się w ręce Gestapo stanowiłoby wyrok śmierci dla wielu wysoko postawionych węgierskich oficerów. Olszański stwierdza również, że Fietowicz nie miał możliwości zniszczenia tak ogromnej ilości dokumentów w krótkim czasie, podjął więc ryzyko usunięcia tak wielu z nich, jak się dało, zamiast szukać bezpieczeństwa w ucieczce.
Nie jest jasne, gdzie Fietz przebywał w następstwie aresztowania. Być może była to początkowo piwnica hotelu Astoria. Później było to więzienie na Kacsa Utca. Istvan Lagzi natomiast podaje, że Niemcy osadzili przywódców ruchu politycznego, w tym członków Komitetu Obywatelskiego w więzieniu okręgu Pest (Pestvideki). Przesłuchania odbywały się m.in. w hotelu „Majestic” na Melinda Utca i w 2 pensjonatach na wzgórzu Svabhegy.
Ani bicie, ani stosowane podczas przesłuchań tortury psychologiczne nie złamały Fietza i nie skłoniły go do wyjawienia nowych informacji, tak więc śledczy przy kolejnych aresztowaniach musieli posługiwać się jedynie zdobytymi wcześniej danymi.
Prawdopodobnie z końcem lipca 1944 Fietz wraz ze współpracownikami z Komitetu Henrykiem Sławikiem, Stefanem Filipkiewiczem, Andrzejem Pyszem i kolegą z Placówki „W”, Kazimierzem Gurgulem – został wywieziony do obozu koncentracyjnego Mauthausen-Gusen. Nie otrzymał numeru obozowego – być może rozkaz egzekucji był wydany przez Heinricha Himmlera już przed przybyciem Fietza do obozu. Egzekucja odbyła się przez powieszenie 23 sierpnia 1944 na placu egzekucji w podobozie Gusen.